# Henry Bataille

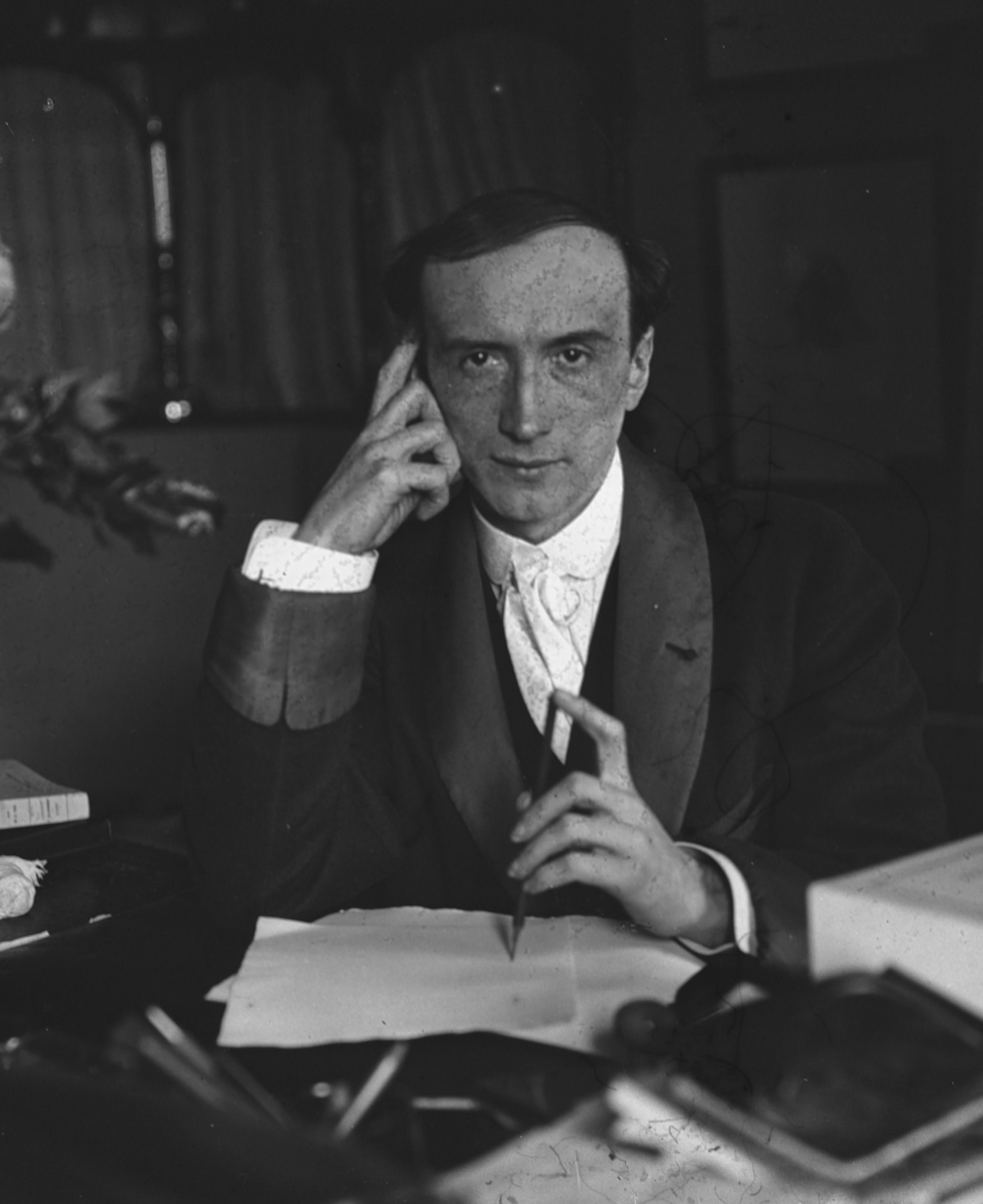
Henry Bataille in 1911

Henry Bataille (Nîmes, 4 april 1872 - Rueil-Malmaison, 2 maart 1922) was een Frans schrijver en dichter.

## Biografie
Bataille werd in 1872 geboren in het zuiden van Frankrijk. Reeds op jonge leeftijd begon hij met schrijven. In 1895 kwam zijn eerste werk uit. Veel van zijn stukken werden in het theater gebracht. 
Zijn stuk L'Homme à la Rose (1920) werd in 1934 verfilmd door Alexander Korda onder de naam The Private Life of Don Juan. Douglas Fairbanks en Merle Oberon speelden hierin de hoofdrollen.
Bataille was tweemaal gehuwd. Zijn eerste vrouw was de Belgische actrice Berthe Bady. Zijn tweede vrouw de Franse actrice Yvonne de Bray, die ook in verschillende stukken van hem gespeeld had. Hij overleed in 1922 op 49-jarige leeftijd.
- Biblioteca Nacional de España: XX1721416
- Bibliothèque nationale de France: cb11890527z (data)
- Catàleg d'autoritats de noms i títols de Catalunya: 981058511743906706
- Gemeinsame Normdatei: 118657542
- International Standard Name Identifier: 0000 0001 0906 8560
- Library of Congress Control Number: n90657491
- Nationale Bibliotheek van Letland: 000290169
- Base Léonore: LH//134/46
- MusicBrainz: c846f2c0-2dcb-4293-9654-d65074bd9b51
- Nationale Bibliotheek van Tsjechië: ola2002152154
- Nationale Bibliotheek van Israël: 987007279761905171
- Nederlandse Thesaurus van Auteursnamen: 067768636
- RKD-Nederlands Instituut voor Kunstgeschiedenis: 101836
- LIBRIS: 328744
- SNAC: w6rr60h7
- Système universitaire de documentation: 034919414
- Trove: 1157000
- Union List of Artist Names: 500472251
- Virtual International Authority File: 61541516
- WorldCat: E39PBJvd64K3CCrF4kPJJTMMfq